# Antônio Paim Vieira
Antônio Paim Vieira (São Paulo, 2 de novembro de 1895 – São Paulo, 11 janeiro de 1988) foi um pintor, ilustrador, ceramista, decorador, cenógrafo, gravador e professor brasileiro.

## Biografia
Filho e neto de uma família tradicional, ficou conhecido como Paim. Seus pais foram Maria Isabel Pamplona Paim Vieira e Mariano Antônio Vieira, português, nascido na ilha de São Miguel, do Arquipélago dos Açores. Muito criança ainda, veio ao Brasil e é a ele que se deve a iniciativa da fundação do bairro da Bela Vista – A Igreja do Divino Espírito Santo na Bela Vista foi erguida graças à sua esposa, Dna. Maria Isabel que doou o terreno para a edificação da mesma.
Antônio Paim Vieira iniciou seus estudos na Escola Caetano de Campos construída pelo arquiteto Ramos de Azevedo entre 1890-1894. Pertenceu a uma das primeiras turmas junto com a poetisa Cecília Meirelles, a pianista Guiomar Novaes e o desenhista Belmonte (cartunista) que se tornariam seus íntimos amigos, sendo Guiomar Novaes inclusive madrinha de seu casamento em janeiro de 1941, com Maria Rita Ribeiro Franzen. Tiveram três filhos: Antônio Gabriel, Trindade e Maria Merita.
Esse foi o início de uma carreira onde Paim desenvolveu um amplo trabalho artístico que englobou diversas formas de expressão como: pintura, cerâmica, ilustração, gravura – pioneiro com trabalhos de xilogravura em São Paulo e afinal desenvolveu um trabalho como cenógrafo.
Paim participou ativamente para a fundação da Escola de Belas Artes de São Paulo, onde atuou por mais de quarenta anos lecionando História da Arte e buscando sempre uma “estética brasileira” em seus trabalhos, e graças à sua essência versátil, conciliando vários estilos diferentes, deixou um patrimônio artístico de valor histórico efetivo por sua plástica nacionalista. Assumiu na FAU-USP a cadeira de Arte Decorativa em 1950 e lecionou também no curso de especialização de professores de desenho no Instituto Caetano de Campos e, até completar oitenta anos, lecionou Plástica e Composição na Faculdade de Filosofia Ciências e Letras de Bragança Paulista. É considerado um dos precursores da FAU-USP. Foi um dos destaque da Bienal Brasil Século XX.

## Obra

### Semana de Arte Moderna de 22
Em 1922 participa da Semana de Arte Moderna, entrando nesse movimento com espírito jocoso, pois não acha que em São Paulo haja um ambiente modernista e muito menos artistas modernistas: “Se existem, são um ou dois maus desenhistas que seguem essa corrente que na Europa é moda, mas que aqui ainda não chegou.” Por insistência do seu amigo Yan de Almeida Prado, que quer participar da exposição, fazem com espírito trocista, a quatro mãos, três trabalhos: “La Faune Rassacie”, “Une Anglaise m’a dit” e “Galpolliere”, títulos inventados para ir ao encontro à nova poesia que os modernistas divulgam. Dos três trabalhos foram aceitos dois e todos assinados por Yan de Almeida Prado, pois Paim apesar de tê-los pintado, e todos sabiam disso, não concorda com esse movimento que ele julga um arremedo ao verdadeiro movimento modernista e que participa por brincadeira, sem seriedade. “Assim ironicamente, sem mesmo ter compreendido o sentido do movimento, Yan de Almeida Prado e Paim passaram à história da renovação das artes no Brasil por terem participado num gesto de “desfastio”, conforme diz Yan, da exposição que é um marco na cultura brasileira”.

### Ceramista e decorador

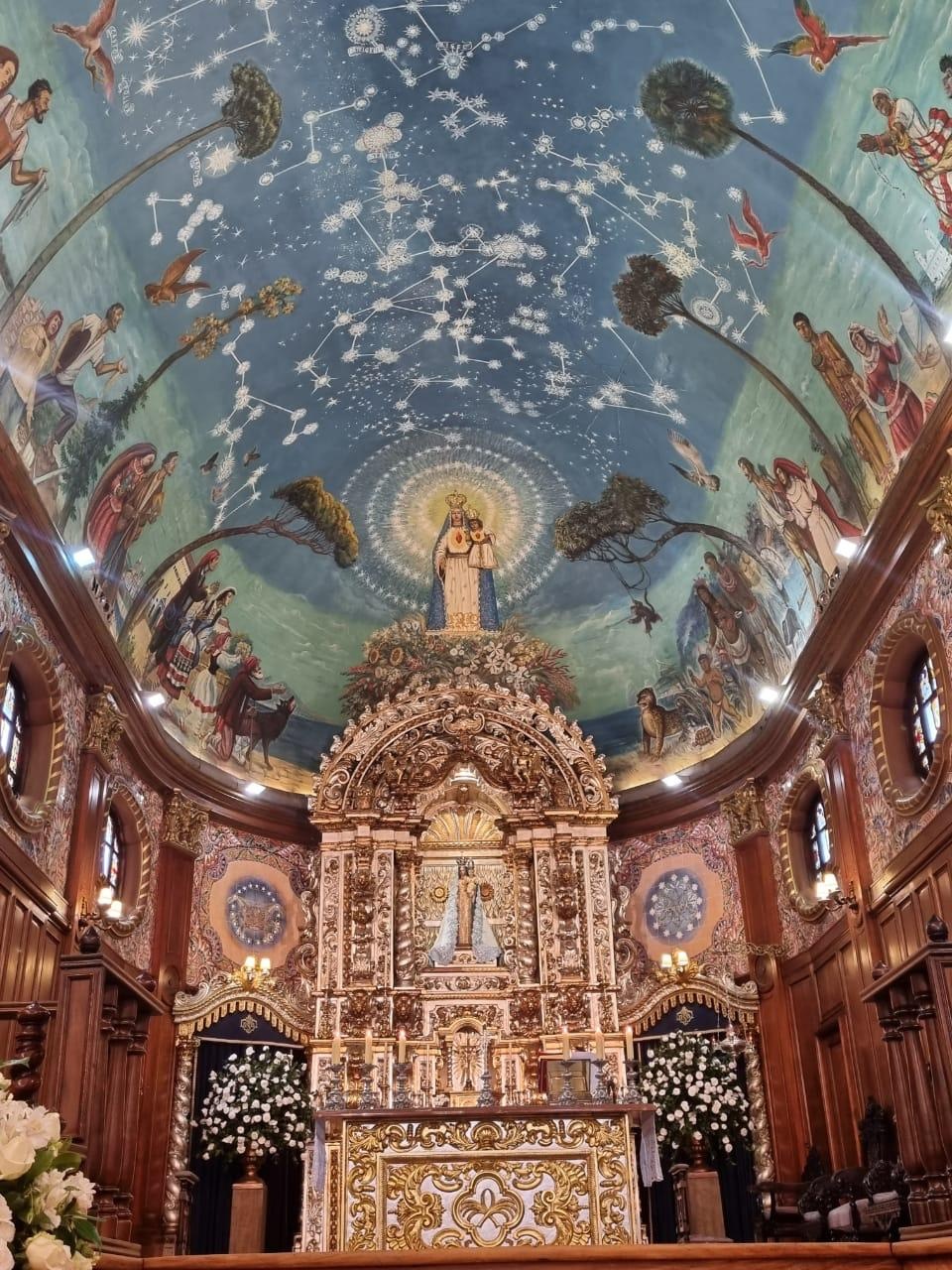
Interior da Igreja de Nossa Senhora do Brasil, mostrando a Virgem com feições índias, tendo ao colo o Menino-Deus mestiço e ostentando cada um, ao peito, um coração. Ao redor trabalhadores em seus diversos ofícios cercados por elementos da flora e fauna brasileira.

A capacidade polivalente do Paim aparece na cerâmica artística, um campo então pouco explorado no Brasil. Em 1928 apresentou a “Exposição de Cerâmica Brasileira”, a primeira em seu gênero em São Paulo, expondo 216 pratos com motivos regionais e paisagens brasileiras. A mostra foi muito bem recebida pelo público e teve apreciações elogiosas da crítica: Angelo Guido o julgou superior a Theodoro Braga e considerou essas obras "o mais interessante e brasileiro que se tem feito entre nós". Mário de Andrade dedicou-lhe quatro artigos seguidos, onde disse que “o grande mérito do artista é o pioneirismo por não existir uma tradição nacional de cerâmica a que se pudesse apegar” ou “a importância da mostra está na solução do abrasileiramento da cerâmica que Paim pretende”. A coleção também foi exibida no Rio de Janeiro, repetindo a boa acolhida. Segundo Patrícia Bueno Godoy, "a exposição individual suscitou críticas positivas, que aplaudiram as pesquisas realizadas por Paim pela tentativa de resolver o problema artístico brasileiro por meio da representação da paisagem e das estilizações dos elementos nacionais em cenários de matas cheios de onças, tucanos, antas e tatus entrelaçados de samambaias".
Em 1950 inicia a obra da Igreja Nossa Senhora do Brasil, tradicional igreja de São Paulo, que se prolongou até a década de 70. Toda a decoração da Igreja foi feita pelo artista, desde o teto da capela-mor, este em afresco, como todos os painéis em azulejos que enfeitam no exterior, o frontispício, as laterais da nave principal, as cinco capelas, o púlpito, corredores, confessionários, entrada e os arcos laterais externos. Roberto Pontual o colocou em destaque entre os decoradores de temática nacionalista.

### Desenhista e ilustrador
Em seus trabalhos como ilustrador, realizou para Menotti Del Picchia a edição da sua obra “As Máscaras” publicada em 1920. Passa a colaborar com várias revistas da época: “A Cigarra”, "A Garoa", “A Vida Moderna”, “Papel e Tinta”, esta sob a tutela de Menotti del Picchia, "Fon!Fon!", criando capas, vinhetas, ilustrações do texto, publicidade, além de remeter trabalhos para revistas portuguesas. Com suas ilustrações e desenhos deu uma significativa contribuição para a disseminação de uma iconografia nacionalista.
Paim ilustrou também “Sombra, Silêncio e Sonho” de Martins Fontes, “Urupês” de Monteiro Lobato, “Que é que há” de Paulo de Andrade, “Meu” de Guilherme de Almeida e “Tupinambá” de Mário de Andrade que foi seu parceiro junto a Sá Pereira na criação da revista “Ariel” em 1924.
De tendência avançada foram também algumas de suas ilustrações para capas de livros editados nos anos vinte, revelando suas andanças pelos domínios do Modernismo. Não se pode esquecer um gênero em que Paim se revelou exímio mestre; refere-se às encadernações lavradas artesanalmente em couro e madeira. Exemplificam-se bem as capas que realizou para a 8ª edição de "Poesias" de Olavo Bilac; para uma das edições de "Oração aos Moços", de Rui Barbosa e entre outras, "As Cidades Eternas", de Martins Fontes.

### Xilógrafo
Paim é um dos primeiros, senão o primeiro, a trabalhar com xilogravura. Fez inúmeros trabalhos além de empregar essa técnica para as ilustrações da revista sobre música “Ariel” e foi um acontecimento. “Tanto nos anúncios que fazia como nas ilustrações da revista, aproveitava como motivo, as coisas brasileiras, folhagens e animais estilizados” (depoimento do artista em 1974). Também se destaca na ilustração da capa de “Pathé Baby”, livro de Alcântara Machado “onde Paim executa uma das mais curiosas e originais composições gráficas da época (uma provável influência de suas experiências na xilogravura) que sintoniza muito bem com o estilo da frase “curta e seca”, segundo Sérgio Milliet.

### Cenógrafo
Criou cenografias e figurinos para várias peças de teatro, incluindo obras de Procópio Ferreira, Molière, Paulo Gonçalves, onde participaram Dulcina de Moraes, Odilon Azevedo, Sadi Cabral, Leopoldo Fróes e outros atores. Conforme a pesquisadora Tânia Marcondes, “Paim tem papel inovador na cenografia da época e estava muito adiante dos interesses e das expectativas do público e do teatro do seu tempo. Ele faz coisas que só foram aparecendo muito mais tarde com Fokuda e mesmo com Fujima”.